# SK Voorwaarts Oostende
SK Voorwaarts Oostende was een Belgische voetbalclub uit Oostende. De club was aangesloten bij de KBVB met stamnummer 4715 en had wit en groen als kleuren. De club fusioneerde in 1999 met Hermes Oostende tot Hoger Op Oostende.

## Geschiedenis
Vóór de Tweede Wereldoorlog werd er, door werknemers van de Oostendse vismijn, bedrijfsvoetbal gespeeld, als SK Vischmijn. 
Veel gewone clubs uit de hogere reeksen maakten bezwaar tegen het feit dat veel van hun spelers op zaterdag ook in het liefhebbersvoetbal actief waren, en zo op zondag geblesseerd of vermoeid waren voor de clubwedstrijden. Daardoor verbood de voetbalbond dat spelers, naast hun activiteiten in het clubvoetbal, nog in het bedrijfsvoetbal aantraden. SK Vischmijn kreeg het moeilijk om nog een ploeg op de been te brengen, en besloot daarom in 1947 om zich als effectieve club aan te sluiten bij de Belgische Voetbalbond. Omdat men zich in 1938 al als corporatieve club (met de naam VC Vischmijn Oostende) had aangesloten bij de Belgische Voetbalbond, moest er een andere naam worden gekozen. Het bestuur besloot de V van "Vischmijn" in te ruilen voor de V van "Voorwaarts". 
De clubnaam werd SK Voorwaarts Oostende, de corporatieve club VC Vischmijn Oostende werd geschrapt. Voorwaarts behield wel de groene en witte kleuren.
SK Voorwaarts ging van start in de derde provinciale afdeling, de club bleef tijdens de volgende decennia in de verschillende provinciale reeksen spelen.
In 1996 werd SKV Oostende nog kampioen in Vierde Provinciale. In 1997 werd meteen weer een promotie afgedwongen. Het seizoen erna, in Tweede Provinciale, verliep moeilijker. In '98 zakte Voorwaarts terug naar Derde. 
De club kampte met verschillende problemen, en ging het jaar daarna op in een fusie met Hermes Oostende, dat bij de Belgische Voetbalbond was aangesloten met stamnummer 4981. 
De fusieclub werd Hoger Op Oostende genoemd, nam zwart en wit als clubkleuren aan en speelde verder met stamnummer 4981, van Hermes. Stamnummer 4715 verdween definitief. Meer dan een decennium later zou ook Hoger Op verdwijnen, door een faillissement.

## Bekende spelers
- Wilfried Puis (jeugd)